# Percnia sinensis
Percnia sinensis är en fjärilsart som beskrevs av Eugen Wehrli 1939. Percnia sinensis ingår i släktet Percnia och familjen mätare. Inga underarter finns listade i Catalogue of Life.